# Environnement en Californie
Cet article contient des informations sur l'environnement en Californie : son historique, sa diversité, ses problèmes.

## La diversité de l'environnement californien
La Californie est une des régions les plus riches et les plus diverses du monde au niveau écologique. Elle fait partie de l’écozone néarctique et compte de nombreuses écorégions terrestres. À cause de l’étendue de l'État et de la diversité des régions bioclimatiques, la couverture végétale est très variée. Cependant, les défrichements et les cultures intensives ont partiellement transformé la végétation naturelle. Aujourd’hui, les couvertures végétales dominantes sont les forêts de conifères ou de feuillus, la steppe et le chaparral.
Le manteau forestier couvre 40 % du territoire californien. Les essences les plus courantes sont le chêne et plusieurs types de conifères (pins, sapins). Le séquoia géant est l'organisme vivant le plus volumineux de la planète.
On recense plus de 5 000 espèces de plantes en Californie, dont un tiers est endémique. Sur 961 espèces d'animaux vertébrés vivant en Californie, on compte 540 espèces d'oiseaux, 77 de reptiles, 47 d'amphibiens, 214 de mammifères et 83 de poissons d'eau douce. 65 % de ces espèces sont endémiques. Il existe environ 30 000 espèces d'insectes.
Parmi les espèces endémiques menacées, on peut citer le Rat Kangourou géant, le Batrachoseps (une salamandre qui vit dans le désert) et le Condor de Californie.
Chaque année, 14 millions de canards et d'oies sauvages passent au-dessus de la Californie et 65 % d'entre eux hiverne dans les zones humides de la Vallée Centrale.

## Problèmes environnementaux
L’environnement californien est rendu fragile par l’exploitation intensive des ressources et du milieu naturel afin de soutenir la croissance économique et démographique ; cependant, une prise de conscience écologique se développe et modifie timidement le modèle de développement de l’État.

### Eau

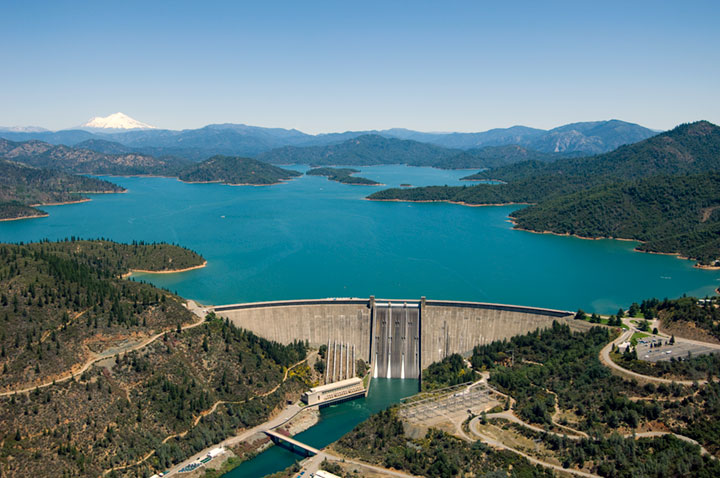
Le barrage Shasta.

La gestion des ressources en eau est un enjeu majeur en Californie et l’eau est devenue un objet de concurrence entre les agriculteurs, les industriels et les citadins. Aujourd’hui, la moitié de l’eau consommée provient de l’extérieur de l’État, grâce à des infrastructures financées par l’État fédéral. Trois millions d’hectares sont irrigués en Californie. Le captage de l’eau se fait par des aqueducs et des barrages. Il existe aussi des usines de dessalement sur le littoral. Les rivières qui descendent de la Sierra Nevada sont aménagés pour satisfaire les besoins urbains et économiques : la Hetch Hetchy valley, dans le parc du Yosemite, a été ennoyée afin de constituer un réservoir pour San Francisco (7 millions d’habitants). Le barrage d'Oroville est le plus haut de l'état (226 mètres, 2109 mètres de longueur), celui de Shasta a la plus grande capacité d'eau.
L’alimentation de l’agglomération angeline (15 millions d’habitants) est assuré par l’aqueduc de Los Angeles et l’aqueduc de Californie (Californian aqueduc), qui capte l’eau 700 km plus au nord.
Les conséquences sur les écosystèmes sont dramatiques : le lac Owens est asséché depuis près de trente ans ; le fleuve Colorado n’est qu’un ruisseau quand il entre au Mexique, ce qui pose des problèmes de renouvellement de l’eau dans le golfe de Californie. Les ponctions en eau dans la Vallée Centrale affectent la migration des saumons vers l’amont. Enfin, l'agriculture intensive provoque la pollution des nappes phréatiques et des cours d'eau, en particulier dans la Vallée centrale.

### Pollution de l'air

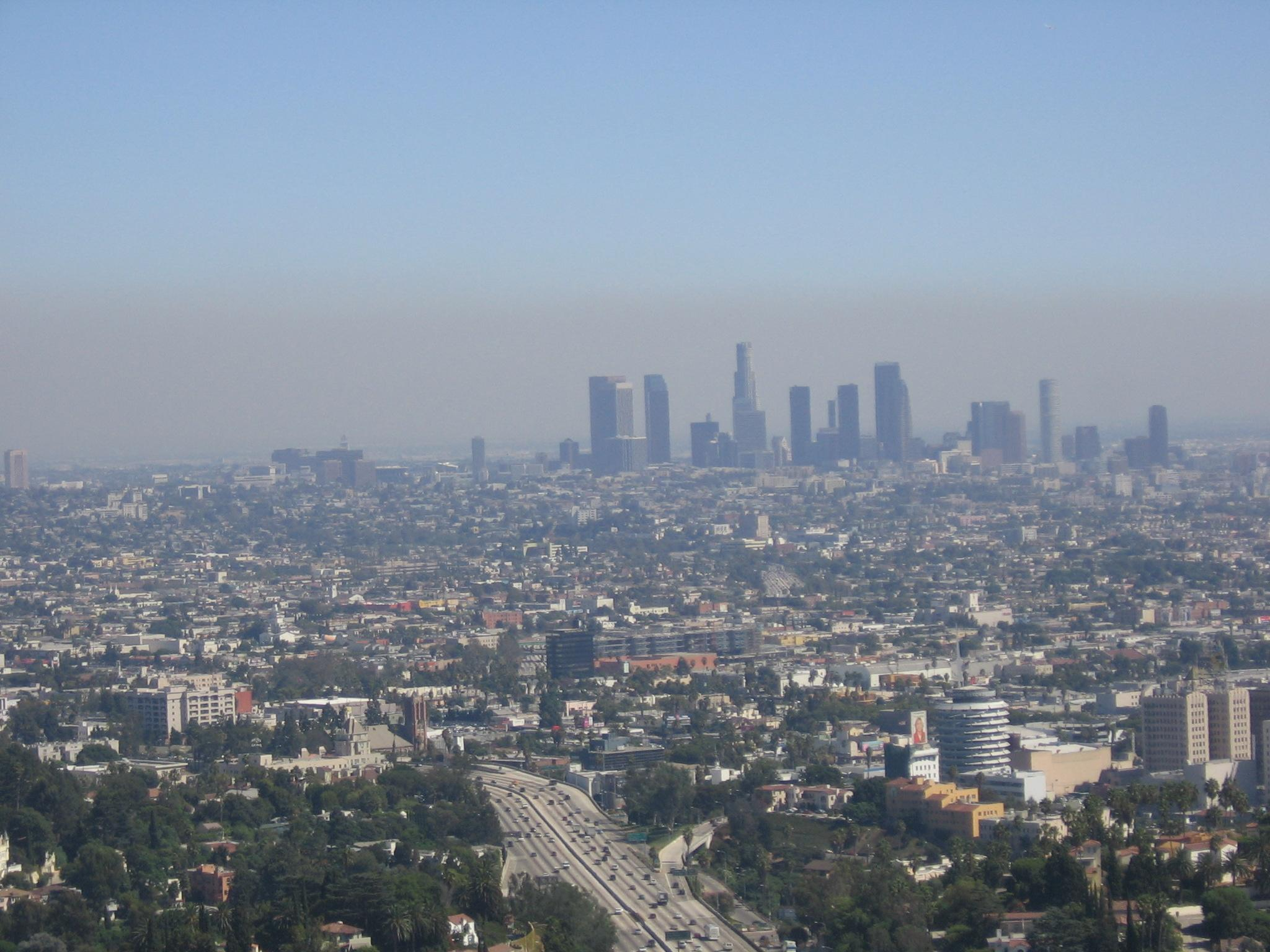
Smog sur Los Angeles.

L’autre grand problème écologique de la Californie concerne la qualité de l’air : en 2007, l'État est le douzième pollueur de la planète. L’été, le brouillard conjugué à la pollution atmosphérique donne naissance au smog au-dessus de Los Angeles. Des limitations de vitesse sont alors imposées. Enfin, de grands incendies touchent les forêts californiennes et menacent les villes du sud chaque été. Ils sont en général déclenchés par la foudre et se diffusent rapidement en période de sécheresse.

## Protection de l'environnement en Californie

### Historique
La Californie a été de longue date sensible aux questions environnementales. Dès le XIXe siècle, des hommes amoureux de la nature tels que John Muir ont interpellé les pouvoirs publics sur la nécessité de protéger les richesses naturelles de la région. En 1890, il obtient le classement du Yosemite en parc national. Deux ans plus tard, il fonde le Sierra Club à San Francisco, qui est considéré comme la première organisation non gouvernementale se préoccupant de la protection de l'environnement. 
Dans les années 1970, un courant écologiste s’épanouit en Californie, en relation avec le mouvement hippie.

### Politiques environnementales

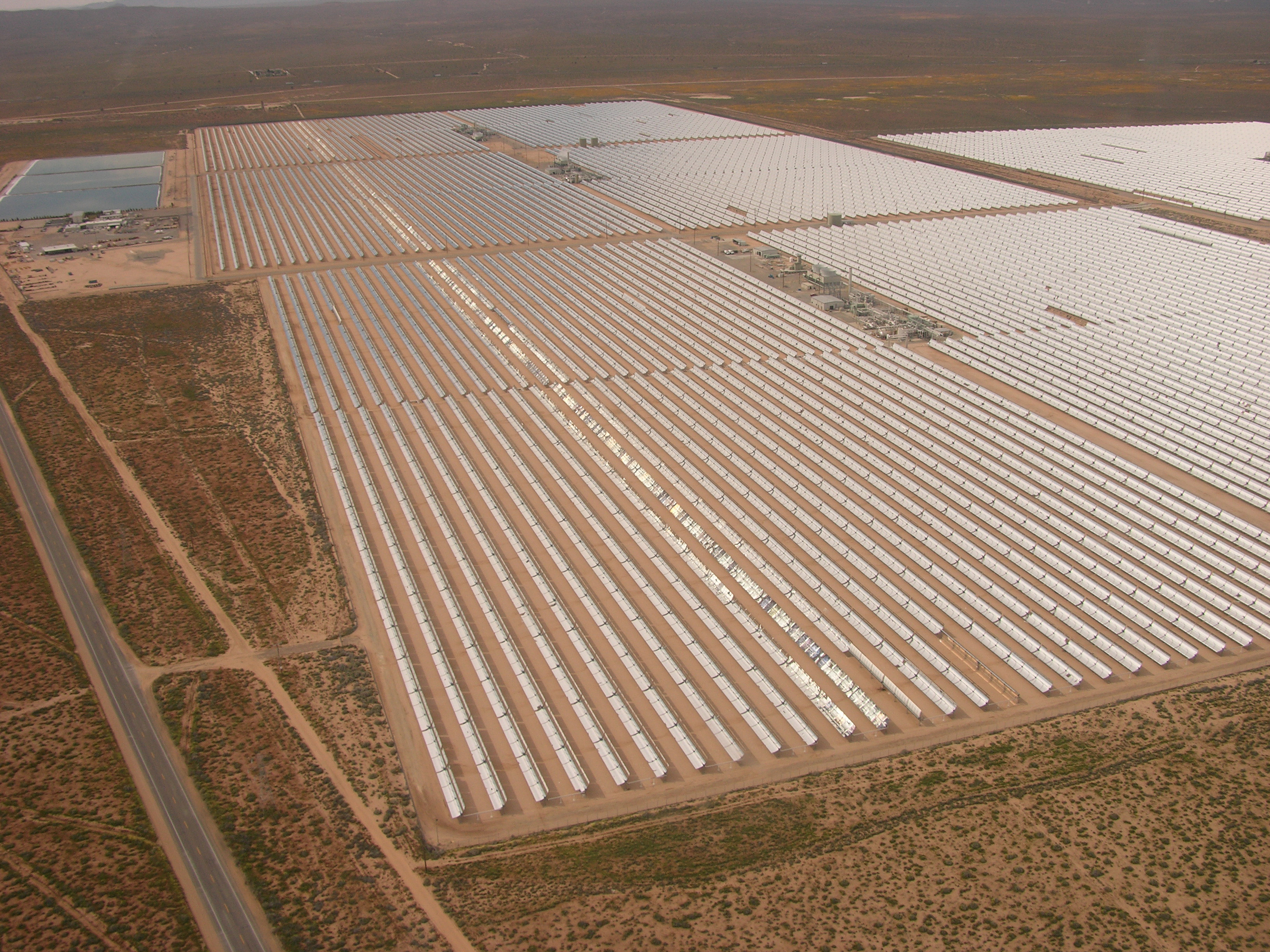
Centrale solaire dans le sud de la Californie.

Le code d’éducation de l’État insiste pour que les élèves reçoivent une éducation aux problèmes de l’environnement. Les associations organisent des campagnes d’opinion et intentent des procès, par exemple pour la mauvaise utilisation des eaux. L’État a été le premier à imposer l’essence sans plomb et le pot catalytique. En 2006, on recensait 50 000 véhicules hybrides dans les limites de l'état.
Le 30 août 2006, le gouverneur Arnold Schwarzenegger signe un accord avec le Parlement de Californie pour diminuer la production de gaz à effet de serre, mettant l’État en conformité avec le protocole de Kyoto. La décision AB32 a été prise de réduire d’un quart les émissions de gaz à effet de serre d’ici à 2020. Des sanctions financières seront prises contre les industries qui ne respectent pas cet engagement. Un marché de permis d’émissions sera créé et contrôlé par l’Air Resources Board. Le 20 septembre 2006, Bill Lockyer le ministre de la justice de la Californie, lance des poursuites judiciaires contre trois constructeurs automobiles américains et trois japonais, et leur demande des dommages et intérêts pour la pollution qu’ils engendrent. Le 23 avril 2009, la Californie se dote d'une réglementation contraignante pour réduire de 10 % l'intensité carbone des productions des raffineries, des producteurs et des importateurs de carburants vendus dans l'état d'ici à 2020.
Le parlement californien adopte en 2018 une loi qui prévoit que la totalité de l'approvisionnement en électricité du Golden State sera décarbonée d'ici à 2045. La Californie est aussi le premier État américain à créer un programme d'échange de quotas d'émissions de gaz à effet de serre en 2011. Il a lancé une série de mécanismes visant à réduire les gaz à effet de serre de 40 % par rapport au niveau de 1990 d'ici à 2030. En juillet 2017, le Parlement a voté pour prolonger le marché carbone jusqu'en 2030. Début janvier 2018, Jerry Brown a signé un décret visant à faire passer le nombre de véhicules zéro émission sur les routes californiennes de 350.000 en 2017 à 5 millions en 2030, avec un plan de financement de 2,5 milliards de dollars sur huit ans, visant notamment à accélérer le maillage du réseau de stations de recharge électrique. En mai 2018, le code de construction a été révisé afin d'imposer la présence de panneaux solaires à toutes les nouvelles maisons et résidences ayant jusqu'à trois étages. En septembre 2018, Jerry Brown a ratifié une loi bloquant l'ouverture des forages offshore d'hydrocarbures au large des côtes californiennes, l'une des mesures phares de l'administration Trump.
Alors que la Californie s'est fixé l'objectif de réduire les émissions de gaz à effet de serre de 40 % par rapport au niveau de 1990 d'ici à 2030 et de 80 % d'ici à 2050, deux  think tanks publient en octobre 2019 un rapport constatant que la réduction de ces émissions s'est limitée jusqu'en 2017 à 1,1 % par an alors qu'il faudrait 4,5 % par an pour atteindre ces objectifs. Le recul des émissions a été de 25 % depuis 1990 grâce au « verdissement » de l'électricité obtenu grâce à la chute des prix du solaire et de l'éolien et aux investissements dans le stockage d'électricité, mais les réductions d'émissions dans l'industrie, le logement et les transports ont été bien plus modestes (moins de 5 % en dix-sept ans) tandis que celles du secteur commercial ont augmenté de 64 %. Dans les transports (plus de 40 % des émissions), les SUV, pick-up et mini-vans ont représenté 57 % des nouvelles immatriculations en 2017, contre 39 % cinq ans plus tôt, alors que les  ventes de véhicules électriques ne représentent que 1 % du total. Autres menaces : la multiplication des incendies , dont les émissions ont représenté plus de la moitié de celles du secteur industriel en 2018, et la hausse de la pollution des décharges face à l'échec des programmes de recyclage.

### Parcs et réserves naturelles

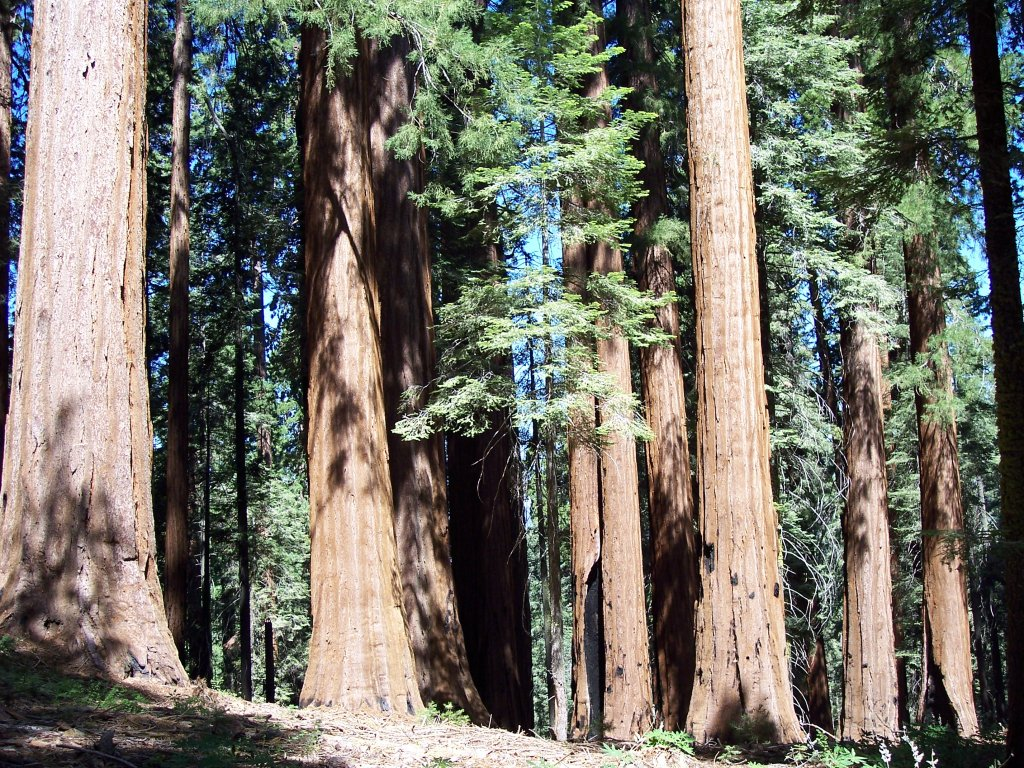
Forêt de séquoias, Sequoia National Park.

Près de la moitié du territoire californien appartient à l’État. La Californie est l’État qui a créé le plus de parcs nationaux aux États-Unis, à égalité avec l’Alaska. Elle en compte huit qui totalisent quelque 25 324 km². Le plus grand est le parc national de la vallée de la Mort qui couvre plus de 13 600 km2. Les parcs de Yosemite et de Redwood sont classés sur la liste du patrimoine de l'Humanité de l'UNESCO. La Californie possède en outre plusieurs dizaines de parcs d’État (State Parks), de réserves naturelles, de parcs historiques et d'aires récréatives d'une superficie totale de 6 337 km². Ces parcs sont ouverts aux touristes et subissent une pression dénoncé par les écologistes : certains voudraient interdire complètement l’accès du parc du Yosemite pour en faire un sanctuaire naturel. Le Monterey Bay National Marine Sanctuary (Sanctuaire marin national de la Baie de Monterey) protège 444 km de littoral et 15 783 km2 d'environnement maritime dans le centre de la Californie. Le Parc d'État d'Anza-Borrego Desert est le plus vaste avec 2 364 km2.

### Énergies renouvelables
La Californie développe les énergies renouvelables : géothermie, énergie solaire et éolienne. D'ici  à 2045, elle prévoit de produire 100 % de son énergie par des moyens renouvelables.

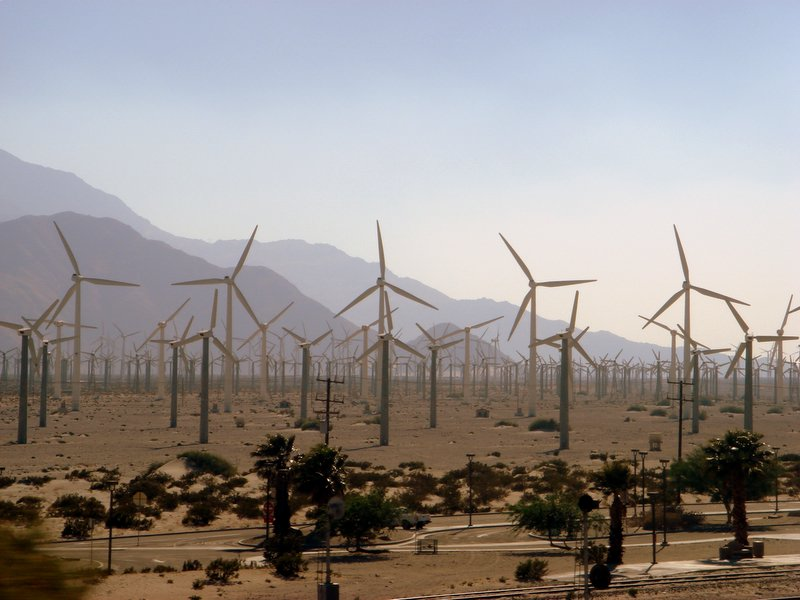
Parc éolien de San Gorgonio Pass.

Dès les années 1980, la Californie a été pionnière dans la production d'énergies renouvelables avec plusieurs parcs éoliens (Altamont Pass, Tehachapi Pass, comté de Solano). Elle est l’un des États américains où l’énergie éolienne est la plus développée avec une capacité de production de plus de 2040 MW installés en 2004. Depuis 2006, elle a été dépassée par le Texas. L'éolien ne produit que 1,5 à 2 % de l'électricité en Californie mais l'objectif est d'atteindre 20 % en 2030. Les principaux sites de production sont : 
- Altamont Pass, à l'est de San Francisco compte aujourd'hui plus de 4 800 éoliennes d'une capacité totale de 576 MW[28]. Il s'agit de la plus grande concentration d'éoliennes du monde[29].
- San Gorgonio Pass près de Palm Springs possède plus de 3 500 éoliennes[30] d'une capacité supérieure à 615 MW[25]
- Tehachapi Pass dans le comté de Kern (sud de la Californie) produit l'électricité nécessaire à 500 000 personnes[31].

### Associations et prise de conscience citoyenne
Aujourd’hui[Quand ?], 79 % des Californiens considèrent le réchauffement climatique comme une menace sérieuse. 
De nombreuses associations écologistes ont leur siège en Californie : Green For All, Rainforest Action Network ou encore le Sierra Club qui compte plus d'1,3 million de membres.
Quelques parcs nationaux californiens en images (classés du nord au sud) :

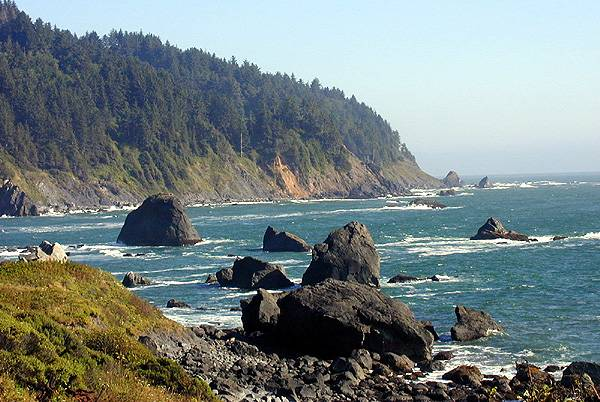
Parc national de Redwood
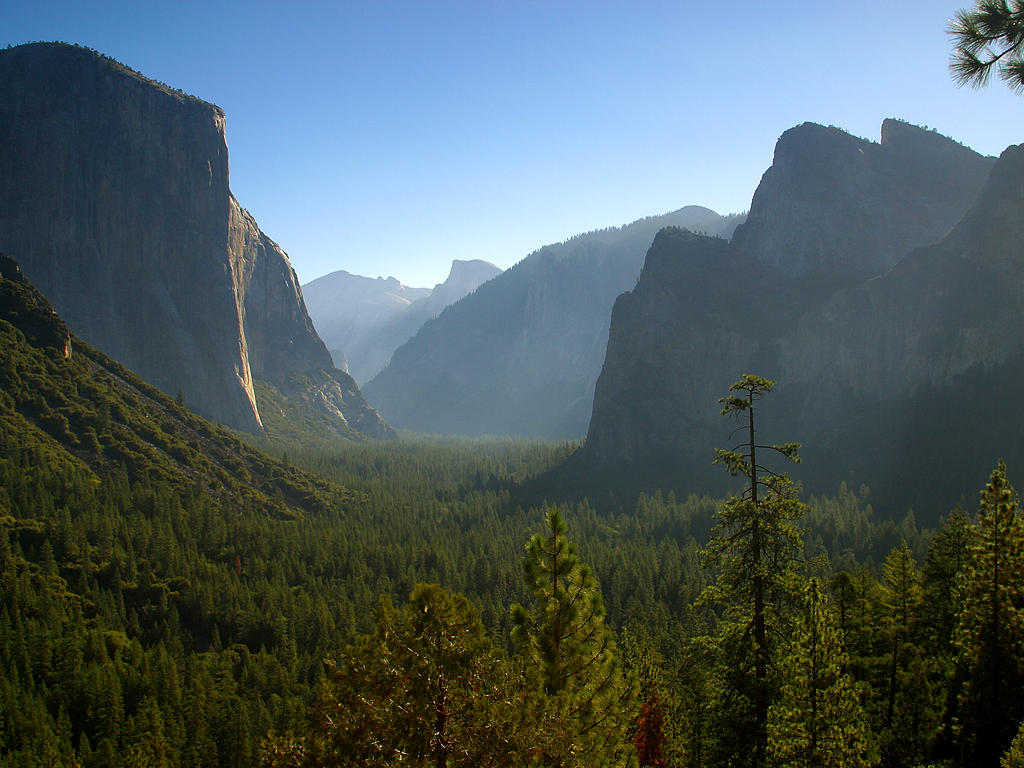
Parc national du Yosemite
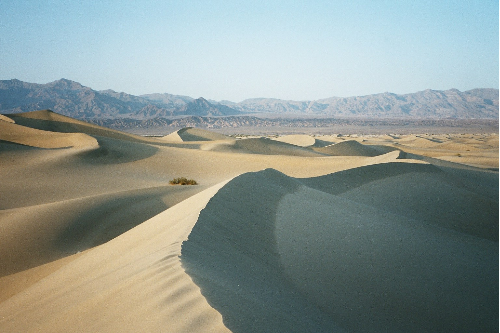
Parc national de la Vallée de la Mort
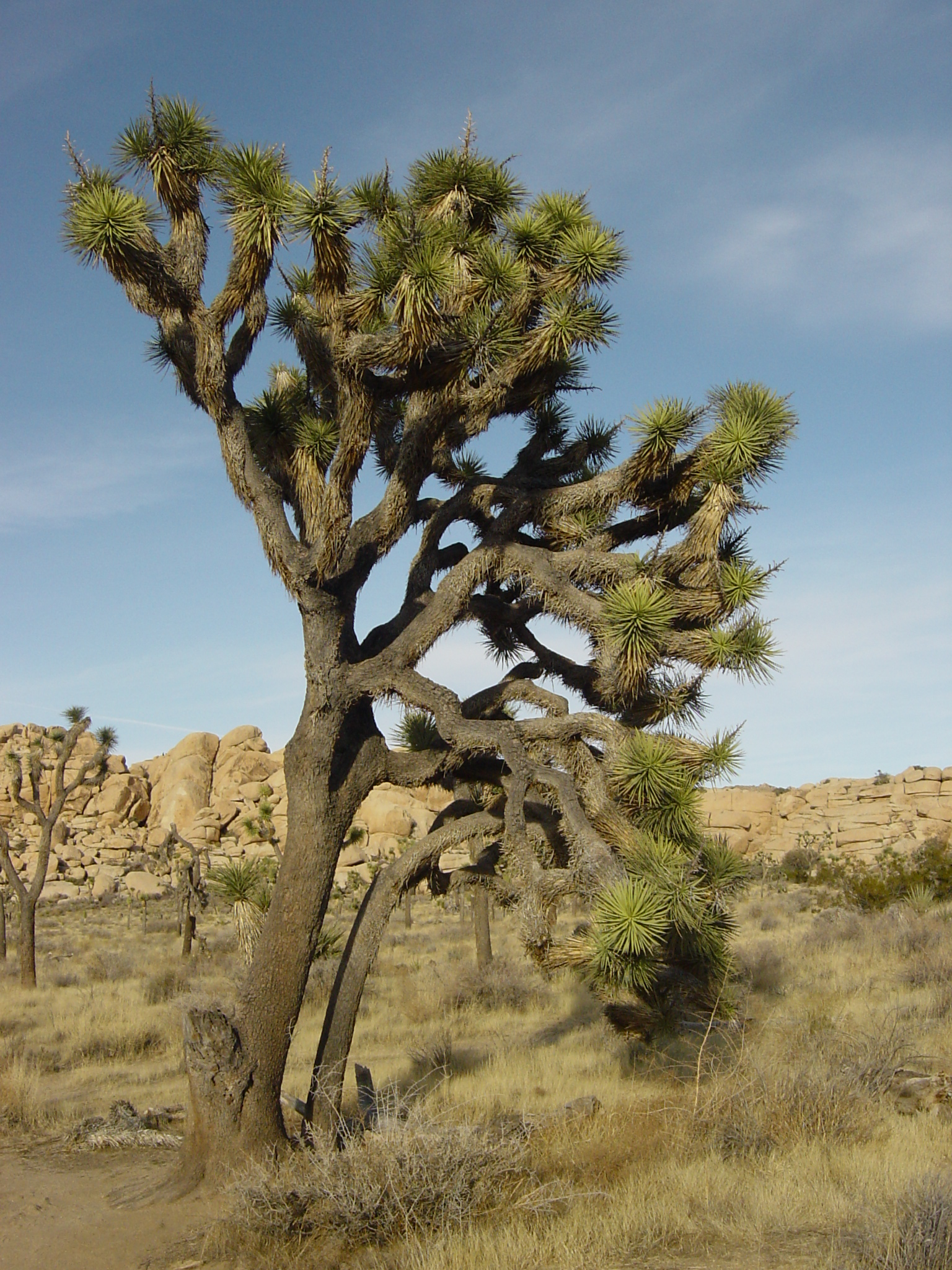
Parc national de Joshua Tree